# Los Angeles (албум)
Los Angeles е дебютният албум на американската пънк група „Екс“ (X), издаден на 26 април 1980 година. Музикалната му продукция е осъществена от някогашния кийбордист на „Дорс“ Рей Манзарек. Тук място намира кавър версия на песента Soul Kitchen, която „Дорс“ записват през 1967 в албума The Doors.
През 1989 година „Ролинг Стоун“ го обявява за 24-тия най-велик албум на 80-те години. През 2003 година е поставен на 286-а позиция в списъка на списанието, отразяващ 500-те най-велики албума за всички времена. Песента Los Angeles е включена в колекцията „500 песни, които оформиха рокендрола“ на Залата на славата на рокендрола. Албумът е преиздаден от „Райно Рекърдс“ през 2001 година, заедно с 5 нови песни.

## Песни
1. Your Phone's Off The Hook, But You're Not' – 2:25
2. Johny Hit And Run Paulene' – 2:50
3. Soul Kitchen' – 2:23 („Дорс“)
4. Nausea' – 3:40
5. Sugarlight' – 2:28
6. Los Angeles' – 2:25
7. Sex And Dying In High Society' – 2:15
8. The Unheard Music' – 4:49
9. The World's a Mess It's In My Kiss' – 4:43

Бонус песни от 2001 година:
1. I'm Coming Over (Demo version) – 1:24
2. Adult Books (Dangerhouse Rough Mix version) – 3:21
3. Delta 88 (Demo version) – 1:28
4. Cyrano de Berger's Back (Rehearsal) – 3:01
5. Los Angeles (Dangerhouse version) – 2:14

## Музиканти
- Джон Доу – бас китара, вокали
- Ексийн Червенка – вокали
- Били Зум – китара
- Ди Джей Боунбрейк – барабани